# Antoine Sar
Antoine Sar (1747-1817) est un théologien français. Il fut professeur à l'Université de Heidelberg de 1791 à 1817.

## Biographie
Antoine Sar naît le 1er janvier 1747 à Metz, dans la province des Trois-Évêchés. Après des études en théologie, le Père Antoine Sar est nommé professeur de philosophie et de théologie au séminaire "Sainte Anne" de Metz. En 1791, durant les troubles révolutionnaires, il part enseigner la dogmatique à l'Université de Heidelberg. De 1804 à 1817, il enseigne la langue française. Sar compte alors Joseph von Eichendorff parmi ses élèves.
Antoine Sar décède à Heidelberg, le 5 mars 1817.

## Publications
- Manières allemandes de parler français, Heidelberg, 1808.

## Sources
- Alexander M. Kalkhoff: Romanische Philologie im 19. und frühen 20. Jahrhundert: Institutionsgeschichtliche Perspektiven, Narr Francke Attempto, Tübingen, 2010 (p.33).